# Tainijärvi
Tainijärvi är en sjö i Finland. Den ligger i kommunen Ranua i landskapet Lappland, i den norra delen av landet, 700 km norr om huvudstaden Helsingfors. Tainijärvi ligger 149,4 meter över havet. Arean är 55,2 hektar och strandlinjen är 3,44 kilometer lång. Sjön  ingår i Simo älvs huvudavrinningsområde. 